# Grandma Moses (Film)
Grandma Moses ist ein US-amerikanischer Kurzfilm von Jerome Hill, der von Falcon Films produziert wurde und am 23. Oktober 1950 erschien.

## Handlung
Der Film porträtiert Grandma Moses, die im Alter von über 70 Jahren, nach langen Jahren als Farmersgattin, mit dem Malen begann. Zunächst präsentiert Erzähler Archibald MacLeish die Lebensstationen von Grandma Moses. Der Film sei sowohl ein Porträt einer alten Dame als Künstlerin („Portrait of the old lady as artist“) als auch ein Porträt einer Künstlerin als Amerikanerin („Portrait of the artist as an American“). Frauen auf der Farm haben viele Aufgaben: Sie kümmern sich um die Familie, den Haushalt und die Tiere. Jede Jahreszeit birgt neue Aufgaben, auch auf den Feldern. Grandma Moses zeigt Fotos ihrer Familie. Sie wuchs im Cambridgetal auf, das auch in den meisten ihrer Gemälde zu sehen ist. Andere Bilder zeigen das Shenandoahtal, wo sie lange Zeit lebte, zehn Kinder auf die Welt brachte und fünf von ihnen beisetzte. Die Gemälde sind Bilder ihrer Kindheit, das Malen ist für sie natürlich, denn sie malt, was sie kennt oder woran sie sich erinnert. Dabei sind die Bilder voll Verstand und Maß, wie auch sie selbst stets bodenständig geblieben ist. Sie hat sich nie gefürchtet und so sind auch die Figuren ihrer Bilder nur gottesfürchtig. Einige Details ihrer Gemälde werden gezeigt. In einem Land, in dem Frauen in Furchtlosigkeit und Schönheit altern können, ist es nicht merkwürdig, dass sie am Ende Künstlerinnen werden können – denn Furchtlosigkeit und Schönheit sind die Grundlagen für jeden Künstler, so der Erzähler.

## Auszeichnungen
Grandma Moses wurde 1951 für einen Oscar in der Kategorie „Bester Kurzfilm (zwei Filmrollen)“ nominiert, konnte sich jedoch nicht gegen Im Tal der Biber durchsetzen.